# Cal Kestis
Cal Kestis è un personaggio immaginario della serie Guerre stellari. È il protagonista giocabile della serie di giochi di Guerre stellari che include il videogioco Star Wars Jedi: Fallen Order del 2019 e il suo sequel del 2023, Star Wars Jedi: Survivor, sviluppato da Respawn Entertainment. Il personaggio è apparso anche in altri media del franchise, come il romanzo Star Wars Jedi: Battle Scars di Sam Maggs, che colma il divario tra i due giochi di Guerre stellari. Cal è interpretato dall'attore statunitense Cameron Monaghan attraverso il motion capture.
All'interno del franchise, Cal è un ex padawan sopravvissuto alla Grande Purga Jedi che, durante il regno dell'Impero Galattico, vive in isolamento sul pianeta Bracca fino a quando un incidente lo costringe a rivelare i suoi poteri della Forza. Inseguito in tutta la galassia dagli inquisitori imperiali, Cal si imbarca in una missione per cercare di ricostruire l'ordine Jedi mentre viene raggiunto da una serie di improbabili alleati che lo aiutano a sfidare il dominio dell'Impero e diventando una seconda famiglia per lui. Durante il suo viaggio, Cal impara a riabbracciare il suo ruolo Jedi e riconciliarsi con il suo passato travagliato, mentre continua a diventare un potente cavaliere Jedi e una figura di spicco nella lotta contro l'Impero.
Il personaggio di Cal ha ricevuto un'accoglienza generalmente positiva da parte della critica e dei fan, che hanno elogiato la sua crescita e le relazioni con altri personaggi, anche se ha affrontato alcune critiche iniziali per il suo aspetto "noioso".

## Sviluppo
Monaghan fornisce sia la voce che la somiglianza per il personaggio di Cal, compresi i suoi capelli rossi naturali. Respawn Entertainment ha catturato il suo fisico attraverso il motion capture. Interpretando la parte di Cal, ha detto: "È piuttosto surreale vedere un personaggio che hai costruito e hai avuto modo di esplorare e immaginare. È un personaggio che ho imparato ad amare". Ha anche dichiarato: "È un tale privilegio poter interpretare qualcosa che ha una storia leggendaria alle spalle, ma anche qualcosa di cui sono un fan e di cui ho sempre voluto far parte sin da quando ero un bambino". L'attore "non voleva modellare Cal su nessun personaggio specifico di Guerre stellari", aggiungendo "Volevo che la personalità e il comportamento di Cal e tutto ciò che venisse fuori dalle sue esperienze e dalle sue storie, e che lo costruisse da un luogo interiore".
Durante il suo processo di audizione per il gioco, a Monaghan non è stato detto che stava facendo un'audizione per un gioco di Guerre stellari. "A quel punto non sapevo che stavo facendo un'audizione per un gioco di Guerre stellari, ma in un certo senso lo sapevo. Hanno fatto queste false pagine di audizioni e cose del genere, e stavo leggendo come 'Hmmm... Questo è Guerre stellari, non è vero?" Erano come 'No, certo che no.' Così, quando sono entrato nella stanza e mi hanno dato la spada laser giocattolo, ho pensato 'Lo sapevo!'"
Prima che gli sviluppatori sapessero chi sarebbe stato Cal Kestis, c'erano diversi concetti. Il direttore del gioco, Stig Asmussen, ha rivelato: "Abbiamo parlato di fare un personaggio alieno, abbiamo parlato di fare un genere diverso, ma siamo arrivati a dove eravamo perché all'epoca, Rey era una specie di cosa per Guerre stellari, quindi aveva molto più senso per noi avere un protagonista maschile".

## Apparizioni

### Star Wars Jedi: Fallen Order
Cal è il protagonista del videogioco Star Wars Jedi: Fallen Order, ambientato cinque anni dopo l'ascesa dell'Impero Galattico e la Grande Purga Jedi. La sua storia viene esplorata in un flashback che si verifica più avanti nel gioco, che rivela che Cal era un Padawan Jedi che si allenava sotto il Maestro Jedi Jaro Tapal durante le Guerre dei cloni e, quando l'Ordine 66 fu emesso, Tapal si sacrificò per salvare Cal dai loro ex clone trooper, lasciando quest'ultimo pieno di sensi di colpa e facendogli interrompere la sua connessione con la Forza.
Mentre lavora come rottamatore sul pianeta Bracca, cercando di nascondere la sua identità all'Impero, Cal usa la Forza per salvare il suo amico Prauf durante un incidente sul lavoro, esponendolo come Jedi all'Impero, che successivamente invia due Inquisitori, la Seconda Sorella e la Nona Sorella, per catturarlo. Cal fugge con l'aiuto di Cere Junda, un ex cavaliere Jedi diventata mercenaria, e del suo partner e amico Greez Dritus, che gli permettono di rifugiarsi sulla loro nave, la Mantis. Dal momento che Cere si è tagliata dalla Forza dopo aver sfiorato il Lato Oscuro, Cal viene reclutata per recuperare un Holocron nascosto dall'ex Maestro Jedi di Cere, Eno Cordova, che contiene una lista di bambini sensibili alla Forza in tutta la galassia che potrebbero essere addestrati come Jedi, permettendo all'Ordine di essere ricostruito.
Durante il suo viaggio, Cal viene raggiunto da diversi altri alleati, come il droide BD-1 di Cordova e la Sorella della Notte Merrin, sopravvissuta al massacro del suo clan su Dathomir, ed è inesorabilmente perseguitata dalla Seconda Sorella, rivelatasi essere Trilla Suduri, l'ex Padawan di Cere che cadde nel Lato Oscuro dopo che Cere tradì la sua posizione all'Impero mentre era sotto tortura. Cal entra anche in conflitto con altre forze imperiali, il sindacato criminale Haxion Brood e il Jedi caduto Taron Malicos, che ha preso il controllo di Dathomir e cerca di imparare la magia delle Sorelle della Notte. Cal inizialmente lotta per riabbracciare il suo ruolo Jedi a causa del senso di colpa che prova ancora per la morte di Tapal, ma alla fine è in grado di superarlo, ispirando Cere a diventare ancora una volta un Jedi e battezza Cal come cavaliere Jedi.
Dopo aver trovato l'Holocron, Trilla lo ruba e lo porta alla Fortezza degli Inquisitori sulla luna oceanica di Mustafar, Nur. Cal si unisce a Cere nell'assalto alla base e nell'affrontare Trilla, che Cal sconfigge. Cere tenta quindi di riconciliarsi con la sua ex Padawan, ma Dart Fener appare e uccide Trilla per averlo deluso. Incapaci di sconfiggere Fener, Cal e Cere sfuggono a malapena alla sua presa e tornano alla Mantis, dove si rendono conto che i bambini elencati sull'Holocron saranno in pericolo solo se diventeranno Jedi. Scegliendo di lasciare il loro destino alla volontà della Forza, Cal distrugge l'Holocron e si prepara per la sua prossima avventura con il suo equipaggio.

### Star Wars Jedi: Survivor
Cal torna come protagonista di Star Wars Jedi: Survivor, ambientato cinque anni dopo gli eventi del primo gioco, dove continua la sua lotta contro l'Impero mentre viene raggiunto da nuovi e vecchi amici e alleati, e facendo nuovi avversari.

### Altre apparizioni
Un giovane Cal fa un cameo nel romanzo Star Wars: Brotherhood di Mike Chen. È anche il personaggio principale del romanzo Star Wars Jedi: Battle Scars di Sam Maggs, che è ambientato tra gli eventi di Star Wars Jedi: Fallen Order e Star Wars Jedi: Survivor e colma il divario tra le trame dei due giochi. Nel 2023, Cal è stato aggiunto come personaggio giocabile al gioco mobile Star Wars: Gli eroi della galassia.

## Accoglienza

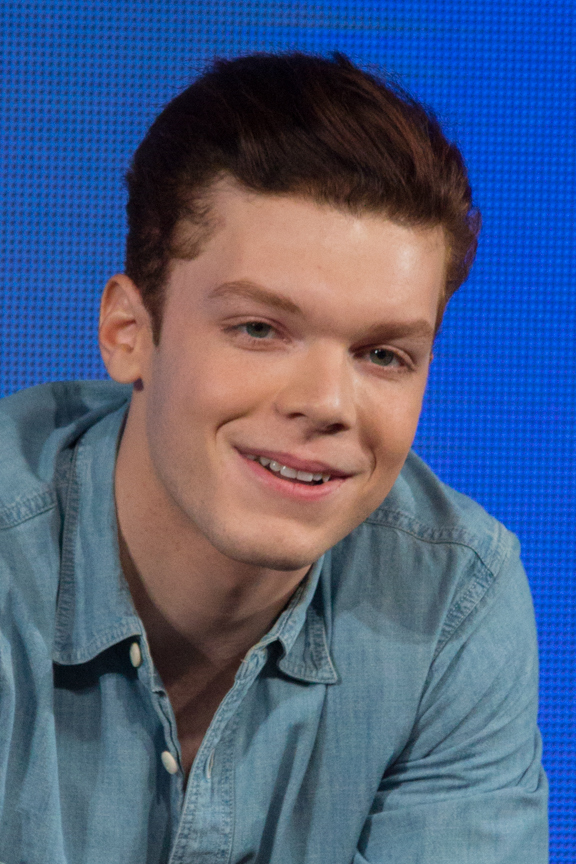
La performance di Cameron Monaghan nei panni di Cal Kestis ha ricevuto elogi.

Il personaggio di Cal Kestis ha ricevuto recensioni generalmente positive, con alcuni che hanno espresso insoddisfazione per il fatto che il design finale del personaggio fosse "generico" o "dorky". Elijah Beahm di The Escapist ha criticato la rappresentazione delle reazioni di Cal alla morte di personaggi chiave, così come il ruolo di Cal nella cancellazione di una tribù etnica di Dathomiriani, sostenendo che la sua risposta più sommessa lo rende antipatico come protagonista eroico. Beahm ha sostenuto: "Per tutti gli antichi templi che Cal visita e gli altri sensibili della Forza con cui parla, il meglio che può fare è uccidere gli Stormtrooper. Non è un custode della pace; è un soldato e un traditore di ciò che i Jedi dovrebbero essere". Questo sentimento è stato espresso anche da Jack Packard di The Escapist. Al contrario, Nick Calandra di The Escapist ha difeso Cal Kestis, dicendo "Cal che impara a controllare le sue emozioni e a lavorare attraverso il suo trauma fornisce un personaggio infinitamente più interessante di quello che sarebbe stato se avesse semplicemente "seguito" la via Jedi senza capire veramente cosa significhi. Una volta che Cal finalmente smette di combattere il passato, inguaina la sua spada laser e promette di onorare gli insegnamenti del suo ex maestro, solo allora diventa cavaliere come Jedi.
Alani Vargas di CheatSheet ha anche dichiarato che Cal Kestis è "un'ottima scelta per il personaggio principale". Alcuni recensori hanno notato che mentre non inizia forte, la buona scrittura, l'interessante cast di personaggi di supporto e la storia divertente aiutano il giocatore a connettersi con Cal. L'attore ha subito bullismo sui suoi capelli rossi, con persone che creano mod solo per cambiare il colore dei capelli di Cal, e ha parlato contro di loro.
IGN ha nominato Cal Kestis uno dei migliori personaggi dei videogiochi del 2019, con il membro dello staff Matthew Adler che ha sottolineato la sua crescita in termini di potere, nonché la sua "personalità con i piedi per terra e la volontà di cercare il cambiamento". Nel 2020, Cal Kestis si è classificato al 50º posto in un sondaggio dei fan "Miglior personaggio di Star Wars di tutti i tempi" organizzato da IGN.